# 朝刊 (グレープの曲)
「朝刊」（ちょうかん）とは、グレープの楽曲で、4枚目のシングルである。1975年8月25日発売（発売元はワーナー・パイオニア）。
「精霊流し」のヒットで、グレープは「暗い歌しか書かない」とまでいわれるようになり、解散するかどうか思案していた頃に作った楽曲である。

## 収録曲
- 全作詞・作曲：さだまさし

1. 朝刊
  - 編曲：さだまさし
2. 交響楽（シンフォニー）
  - 編曲：服部克久

## その他
- 歌詞中に登場する「また巨人が負けた」というフレーズは、1975年に新監督・長嶋茂雄の率いる巨人軍（読売ジャイアンツ）の成績が、春先から低迷していたことを意味している[1]。
- 同年11月25日発売のアルバム『コミュニケーション』に表題曲が収録されている。ただしここに収録されているバージョンでは、導入部で交通情報のラジオ音声の効果音[2]が入った別バージョンとなっている。当時、この効果音をそのままラジオ放送すると実際の交通情報との誤解が生じ得るため、日本民間放送連盟の要注意歌謡曲指定制度にて不適当な個所を削除または改訂すればよいとするCランク指定を制度が失効する1988年まで受け続けた[3]。そのため先行発売のシングル盤ヴァージョンは効果音を含む導入部分を削除し、ハープ・小鳥のさえずりから開始するように変更している。またアルバム・ヴァージョンの方を放送する際には、断りを入れる・司会者等の喋りを曲に被せる・該当部分を省くなどで対応した。
- 2002年に東名阪で行われた「さだまさし30周年記念コンサート」のグレープ復活コンサートでは、「朝刊2002」（アルバム『月虹』収録）が歌われた。歌詞の「高田」が「イチロー」に、「巨人」が「マリナーズ」に改められた。
- 2003年に長崎市のNBCビデオホールで行われた「グレープ帰郷」コンサートでは、「朝刊2003」（ビデオ『グレープ帰郷』収録）が歌われた。その際にさだは「高田…」の部分を「松井はメジャーに行ってしまった」と変更して歌った。当時、読売ジャイアンツからアメリカ・メジャーリーグのニューヨーク・ヤンキースに移籍した松井秀喜のことである。
- 江口寿史作の漫画『江口寿史のなんとかなるでショ!』において、同曲の歌詞に絵をつけたギャグマンガが収録されている。